# Nomioides tobiasi
Nomioides tobiasi är en biart som beskrevs av Pesenko 2004. Nomioides tobiasi ingår i släktet Nomioides och familjen vägbin. Inga underarter finns listade i Catalogue of Life.